# طرويل
طَرْوِيلُ إحدى مدن منطقة أراغون وسط شرقي إسبانيا وعاصمة مقاطعة تحمل نفس الاسم كما تعتبر عاصمة المُدَجَّنِين. بلغ عدد سكانها 34.240 نسمة في سنة 2006 وهي عاصمة المقاطعة الأقل سكان في إسبانيا. تعتبر المدينة نقطة التقاء الوادي الكبير ونهر الحمراء.

## المناخ
يظهر الجدول التالي التغييرات المناخية على مدار السنة لطرويل:
| البيانات المناخية لـطرويل                  | البيانات المناخية لـطرويل | البيانات المناخية لـطرويل | البيانات المناخية لـطرويل | البيانات المناخية لـطرويل | البيانات المناخية لـطرويل | البيانات المناخية لـطرويل | البيانات المناخية لـطرويل | البيانات المناخية لـطرويل | البيانات المناخية لـطرويل | البيانات المناخية لـطرويل | البيانات المناخية لـطرويل | البيانات المناخية لـطرويل | البيانات المناخية لـطرويل |
| الشهر                                      | يناير                     | فبراير                    | مارس                      | أبريل                     | مايو                      | يونيو                     | يوليو                     | أغسطس                     | سبتمبر                    | أكتوبر                    | نوفمبر                    | ديسمبر                    | المعدل السنوي             |
| ------------------------------------------ | ------------------------- | ------------------------- | ------------------------- | ------------------------- | ------------------------- | ------------------------- | ------------------------- | ------------------------- | ------------------------- | ------------------------- | ------------------------- | ------------------------- | ------------------------- |
| الدرجة القصوى °م (°ف)                      | 21.2 (70.2)               | 23.8 (74.8)               | 28.0 (82.4)               | 30.1 (86.2)               | 35.8 (96.4)               | 38.8 (101.8)              | 39.0 (102.2)              | 40.2 (104.4)              | 36.7 (98.1)               | 31.0 (87.8)               | 25.1 (77.2)               | 20.3 (68.5)               | 40.2 (104.4)              |
| متوسط درجة الحرارة الكبرى °م (°ف)          | 9.7 (49.5)                | 12.1 (53.8)               | 15.7 (60.3)               | 17.0 (62.6)               | 21.8 (71.2)               | 27.0 (80.6)               | 31.3 (88.3)               | 30.7 (87.3)               | 25.3 (77.5)               | 19.3 (66.7)               | 13.4 (56.1)               | 9.9 (49.8)                | 19.4 (66.9)               |
| المتوسط اليومي °م (°ف)                     | 3.7 (38.7)                | 5.3 (41.5)                | 8.2 (46.8)                | 9.9 (49.8)                | 14.3 (57.7)               | 18.7 (65.7)               | 22.2 (72.0)               | 22.0 (71.6)               | 17.6 (63.7)               | 12.7 (54.9)               | 7.2 (45.0)                | 4.2 (39.6)                | 12.2 (54.0)               |
| متوسط درجة الحرارة الصغرى °م (°ف)          | −2.3 (27.9)               | −1.6 (29.1)               | 0.8 (33.4)                | 2.8 (37.0)                | 6.8 (44.2)                | 10.5 (50.9)               | 13.0 (55.4)               | 13.2 (55.8)               | 9.9 (49.8)                | 6.0 (42.8)                | 0.9 (33.6)                | −1.4 (29.5)               | 4.9 (40.8)                |
| أدنى درجة حرارة °م (°ف)                    | −16.2 (2.8)               | −12.8 (9.0)               | −10.6 (12.9)              | −5.3 (22.5)               | 1.4 (34.5)                | 1.8 (35.2)                | 4.6 (40.3)                | 3.0 (37.4)                | 0.4 (32.7)                | −4.0 (24.8)               | −12.2 (10.0)              | −19.0 (−2.2)              | −19.0 (−2.2)              |
| الهطول مم (إنش)                            | 19 (0.7)                  | 15 (0.6)                  | 21 (0.8)                  | 39 (1.5)                  | 57 (2.2)                  | 46 (1.8)                  | 26 (1.0)                  | 34 (1.3)                  | 36 (1.4)                  | 47 (1.9)                  | 22 (0.9)                  | 19 (0.7)                  | 378 (14.9)                |
| المصدر #1: Agencia Estatal de Meteorología |                           |                           |                           |                           |                           |                           |                           |                           |                           |                           |                           |                           |                           |
| المصدر #2: Agencia Estatal de Meteorología |                           |                           |                           |                           |                           |                           |                           |                           |                           |                           |                           |                           |                           |

## أعلام
- مانويل توريس باستور
- دومينغو سانشيز
- ستيفانو أرتيجا
- مانويل بيزارو مورينو
- كارميلو يوستي